# Руська (село)
Ру́ська — село в Україні, у Селятинській сільській громаді Вижницького району Чернівецькій області.

## Географія
Відстань до смт Путила становить близько 31 км і проходить автошляхом територіального значення Т 2601. Неподалік від села розташований пункт пропуску через державний кордоні з Румунією Руська — Улма.

## Реконструкція автошляху
У липні 2022 року в селі Руська, на висоті 833 м над рівнем моря розпочалося будівництво низової підпірної стінки з габіонів, задля укріплення гірської дороги на автошляху Т 2601 (Чернівці — Вашківці — Путила — КПП «Руська) на ділянці 138+130 км — км 138+430 км. Штучну споруду облаштовується на відрізку, де дорога прокладена вздовж річки Сучава.
Ремонтні роботи виконуються в рамках експлуатаційного утримання, як аварійно-відновлювальні, що виконуються на місці, де було пошкоджено берегоукріплення. Укріплювальна конструкція мурується на висоті 833 м над рівнем моря. Ця штучна споруда має 126 м у довжину та 4,5 м у висоту. Щоб захистити дорожнє полотно від розмиву річки Сучава та зсувних  процесів, шляховики влаштовують від 5 до 8 рядів габіонних ящиків.

## Населення

### Мова
Розподіл населення за рідною мовою за даними перепису 2001 року:
| Мова       | Кількість | Відсоток |
| ---------- | --------- | -------- |
| українська | 466       | 98,31%   |
| румунська  | 5         | 1,05%    |
| російська  | 3         | 0,64%    |
| Усього     | 474       | 100%     |